# Robert du Bois de Vroylande
Robert Fernand Guillaume Marie du Bois de Vroylande (Anversa, 6 aprile 1907 – Ellrich, 16 dicembre 1944) è stato uno scrittore e nobile belga.

## Biografia
Discendente dal ramo di Vroylande della famiglia Du Bois di Anversa, era uno degli otto figli di Ubald du Bois de Vroylande e Alida van Praet. Nel 1929 sposò ad Aartselaar Madeleine Gilliot (1909-1989), figlia del sindaco della città Leon Gilliot. Nel 1933 la coppia si trasferì a Winksele, insieme ai loro tre figli nati ad Anversa. Ebbero altre quattro figlie e un figlio.
All'Università di Lovanio, Robert fece amicizia con Léon Degrelle e divenne membro dello staff e presto caporedattore della rivista Rex, organo ufficiale del movimento omonimo fondato da Degrelle nel 1932. Si trasferì a Lovanio per lavorare alla rivista. Tuttavia, non rimase in carica a lungo, perché alla fine del 1933, quando Degrelle iniziò a separarsi dall'Azione Cattolica ed entrò in conflitto con il Parti catholique, du Bois lasciò il settimanale rexista e divenne un acerrimo nemico del suo leader.
Nel 1936 pubblicò Quand Rex était petit, un violento opuscolo contro Degrelle, che chiamò "Monsieur Bluff" e che accusò di manie di grandezza e di molti altri difetti. Il libello, scritto con brio e umorismo, ebbe molta risonanza. La sua conclusione era che Degrelle era un bugiardo inaffidabile, un futuro dittatore e soprattutto un inetto.
Prima e durante la guerra, Du Bois continuò la sua attività di scrittore fino a quando non fu arrestato il 18 febbraio 1944. L'unica ragione del suo arresto sembra essere stata il sospetto che nutrisse sentimenti antitedeschi. Non fu accusato di fatti concreti, ma fu comunque deportato nel campo di concentramento di Fort Breendonk, da lì a Buchenwald e infine a Ellrich, una divisione del campo di concentramento di Mittelbau-Dora, dove morì il 19 dicembre 1944.

## Opere
- Quand Rex était petit, 1936.
- Léon Degrelle pourri, Lovanio, 1936.
- Fables, Lovanio, 1941, illustrate da Hergé.
- Les hommes sont ainsi faits, romanzo, 1942.
- Paul 1942, romanzo, 1942.